# Evergreen Marine
La Evergreen Marine Corporation è una compagnia di navigazione taiwanese ed è la divisione del gruppo Evergreen Group che si occupa principalmente di trasporto container.

## Panoramica

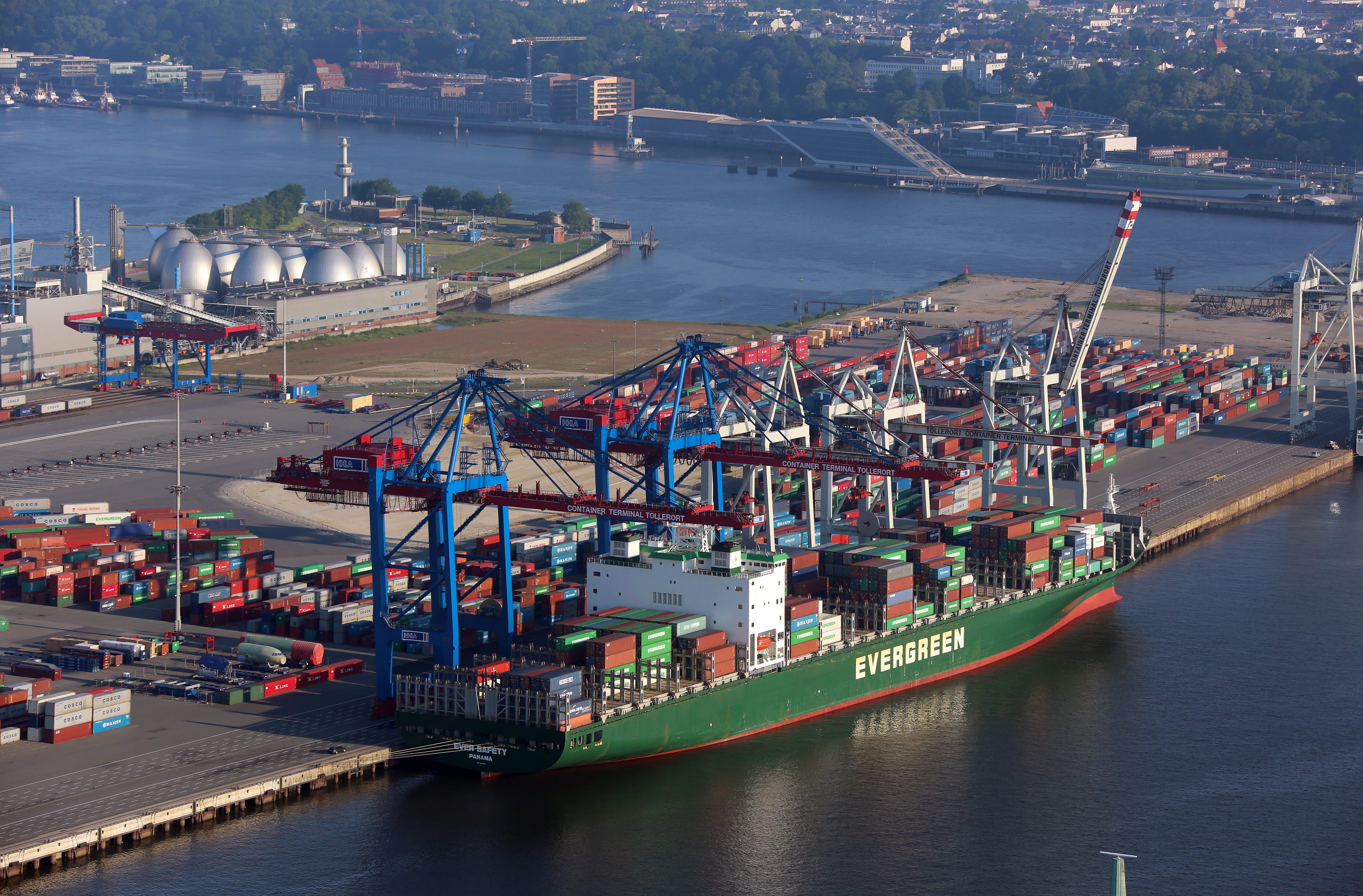
La Ever Safety nel porto di Amburgo nel giugno 2013.

Armatrice, al marzo 2021, di 198 navi portacontainer, Evergreen Marine opera in 315 porti in circa 114 diversi paesi ed opera su tratte che vanno dall'Asia orientale al Nordamerica, Centroamerica e Caraibi,  dall'Asia orientale al Mediterraneo e all'Europa settentrionale, dall'Europa alla costa orientale del Nordamerica, dall'Asia orientale all'Australia, dall'Asia orientale all'Africa meridionale, dall'Asia orientale al Sudamerica e infine dall'Asia orientale al Golfo Persico e al Mar Rosso.
In termini di capacità, la Evergreen Marine è la settima più grande compagnia del mondo; oltre al trasporto merci, le sue attività includono anche la costruzione di container e navi, la gestione di porti e lo sviluppo di strutture e ingegneria collegate al trasporto merci. Tra la varie sussidiarie dell'azienda si possono citare le britannica Evergreen UK Ltd. (precedentemente nota come Hatsu Marine Ltd.), la taiwanese Uniglory Marine Corp. e l'italiana Italia Marittima S.p.A., le quali, a partire dal 1º maggio hanno dato vita, pur mantenendo ciascuna la propria autonomia, alla Evergreen Line.
La maggior parte dei container prodotti dalla Evergreen è costituita da container di color verde con la scritta "Evergreen" di colore bianco posta su entrambe le facce laterali, fanno eccezione i container refrigerati, che hanno gli stessi colori ma invertiti, e quelli costruiti dalla Uniglory, che sono arancioni.

## Storia

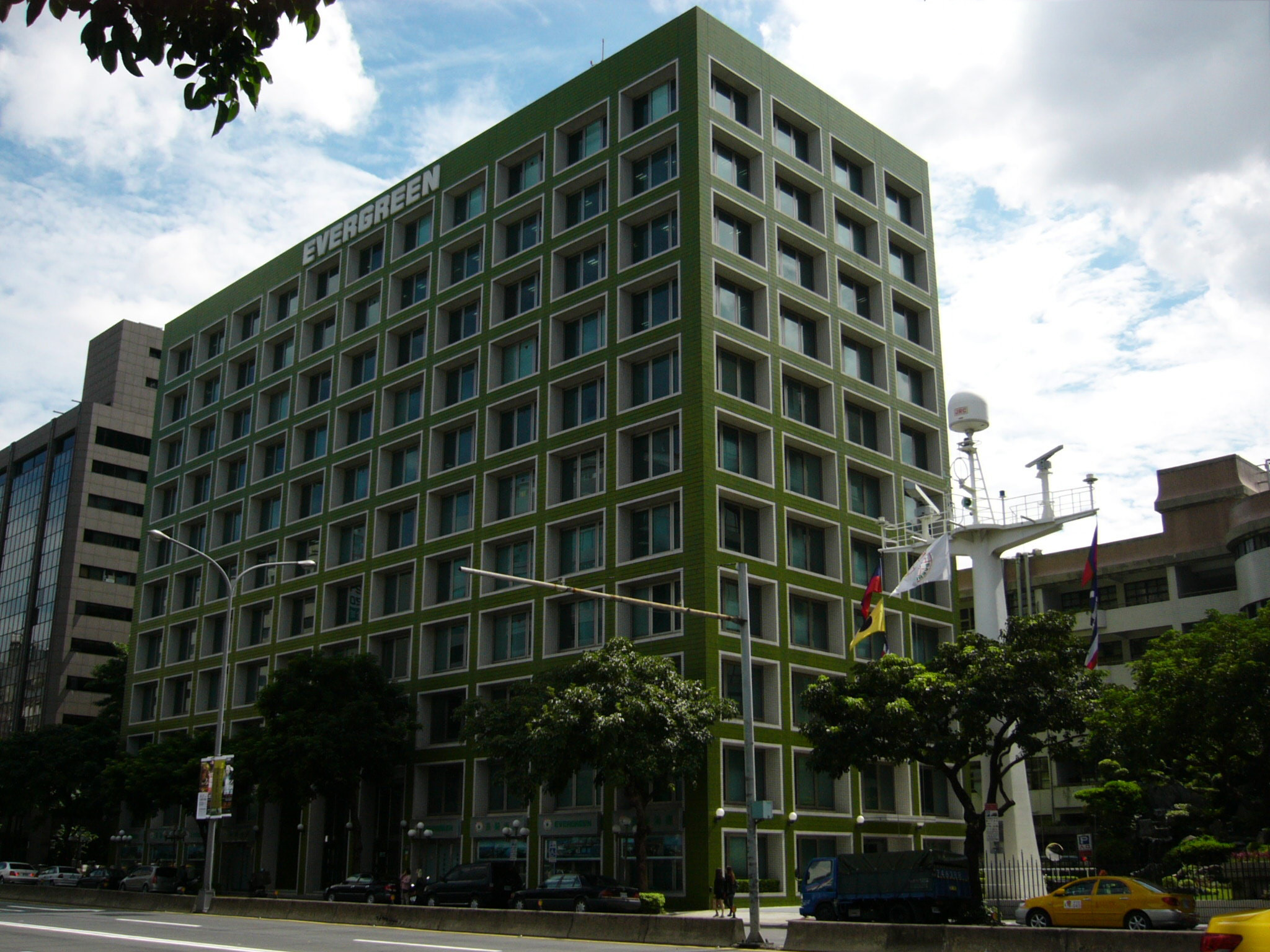
L'Evergreen Marine Building a Taipei, Taiwan.

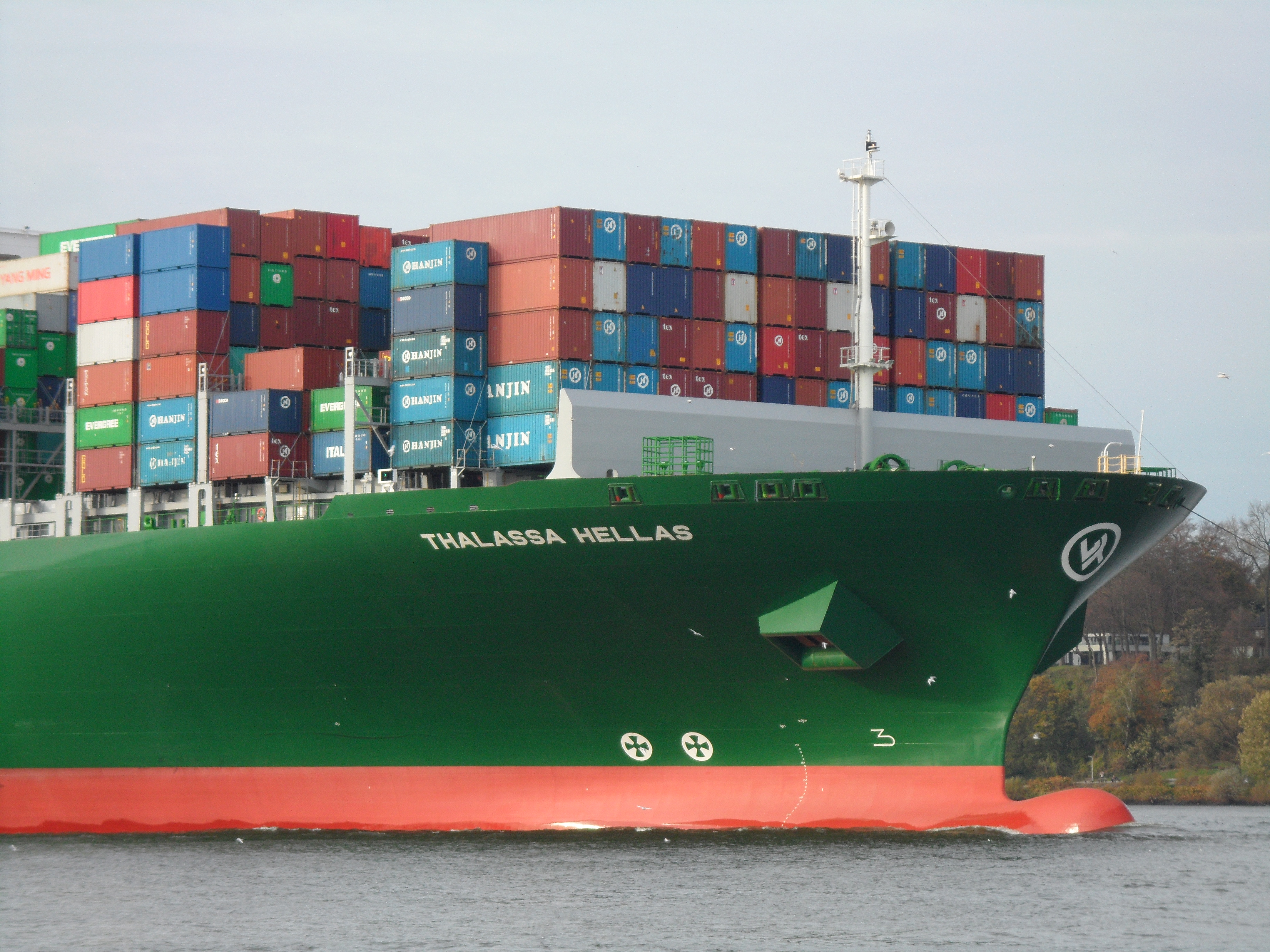
La "Thalassa Hellas" nel suo viaggio inaugurale.

La compagnia è stata fondata il 1º settembre 1968 da Yung-Fa Chang e inizialmente forniva servizi trasporto utilizzando una sola nave portarinfuse, chiamata Central Trust, a cui, nel 1969, si aggiunse una seconda unità utilizzata per effettuare trasporti in Asia orientale. Per tutti gli anni 1970, l'azienda continuò ad aumentare il proprio numero di natanti e di rotte, così ad esempio, nel 1974, inaugurò la propria rotta verso gli Stati Uniti d'America con la creazione della Evergreen Marine Corporation (New York) Ltd. Nel 1975, poi, Evergreen Marine entrò nel settore del trasporto dei container.
Nel 1981, la controllante cambiò il suo nome in Evergreen International S.A. (EIS), poi diventata Evergreen Group, in modo da sottolineare i suoi sforzi per un'espansione globale. A partire dal 1984, la Evergreen Marine iniziò a fornire servizi utilizzando rotte circumnavigatorie, vale a dire rotte che toccavano una sequenza tale di porti da risultare nella circumnavigazione dell'intero pianeta, sia da est a ovest sia nel senso opposto, per poi cambiare schema nel 2002, iniziando a fornire rotte a pendolo, ossia che toccano porti in tre diversi poligoni, di cui uno è intermedio tra gli altri due, come ad esempio la rotta che prevede lo scalo presso porti in Asia orientale, Asia meridionale e infine Europa.
Negli anni, Evergreen Marine ha operato una serie di acquisizioni strategiche, come le già citate Uniglory Marine Ltd., nel 1984, Hatsu Marine Ltd. (poi ribattezzata come Evergreen UK Ltd.), nel 2002, e Italia Marittima (conosciuta in passato come Lloyd Triestino e fondata come "Österreichischer Lloyd" nel 1835), nel 1993, diventando anche partner, essendo controllata dalla stessa azienda, ossia Evergreen Group, di EVA Airways, fondata nel 1989, e di Uni Air, fondata nel 1998.
Il 20 gennaio 2016 muore Chang Yung-fa, fondatore e presidente della compagnia, nuovo presidente viene quindi nominato Chang Cheng-Yung.

## Flotta

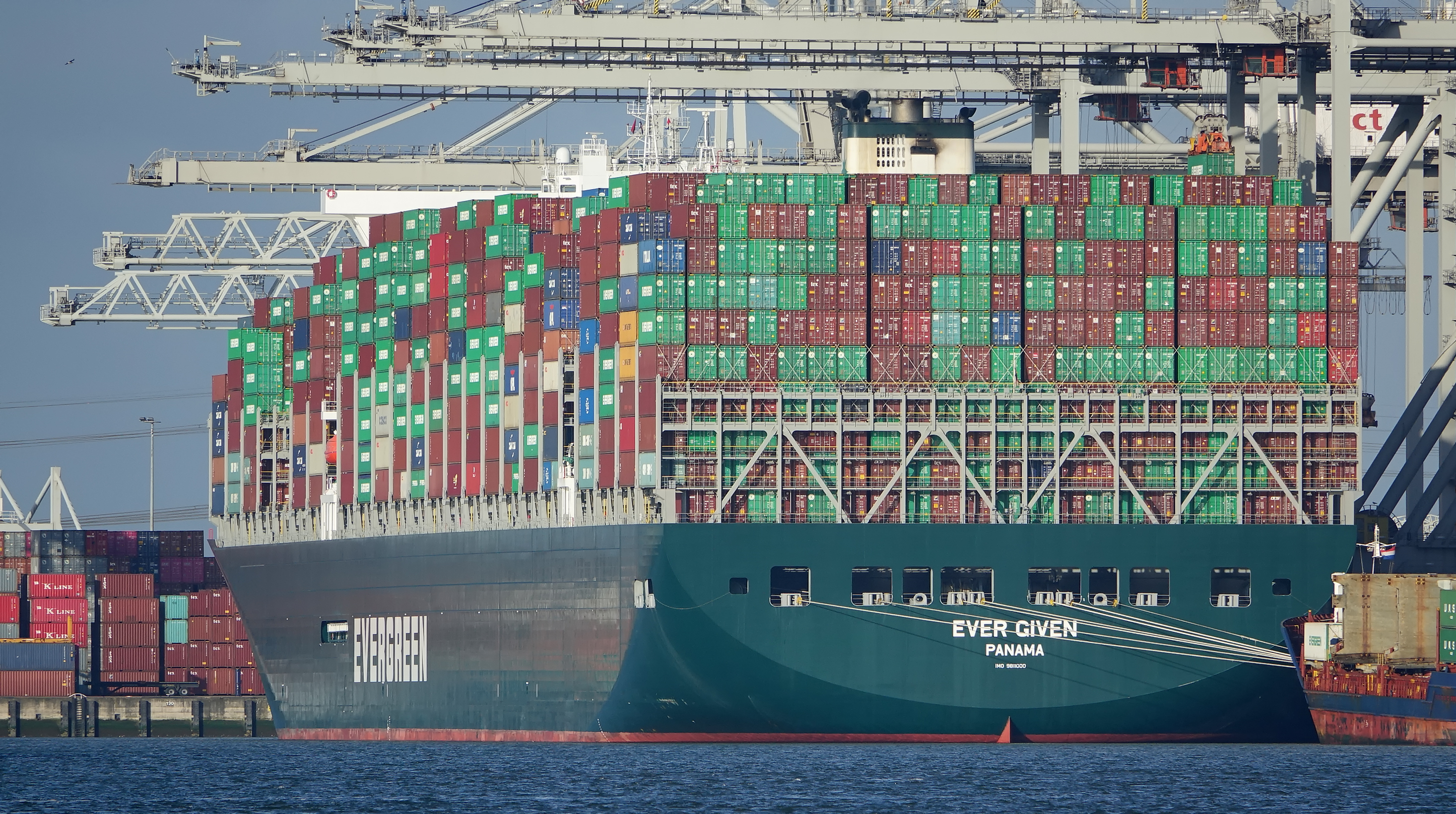
La Ever Given nel porto di Rotterdam nel 2020.

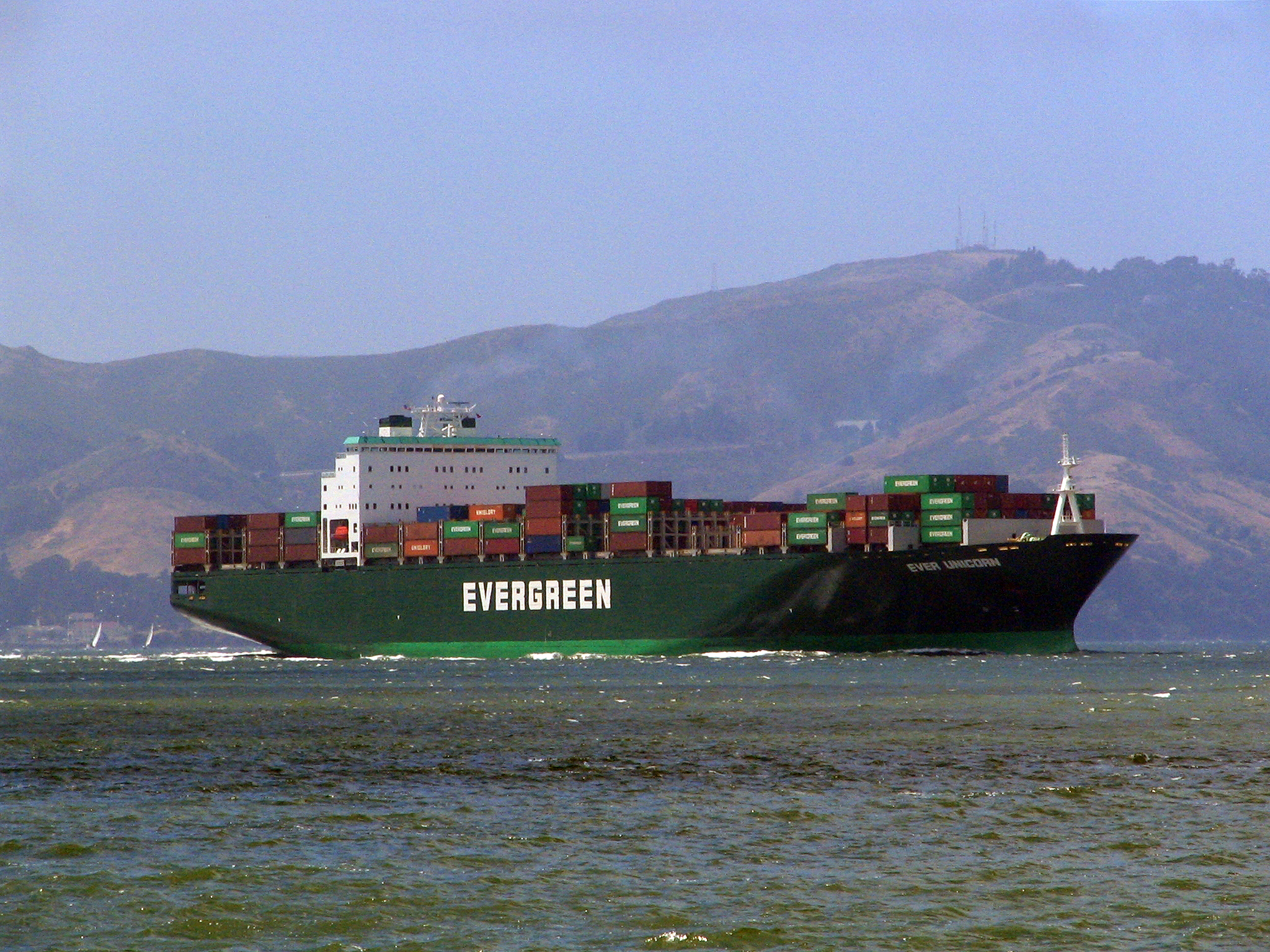
La classe di navi Ever U.

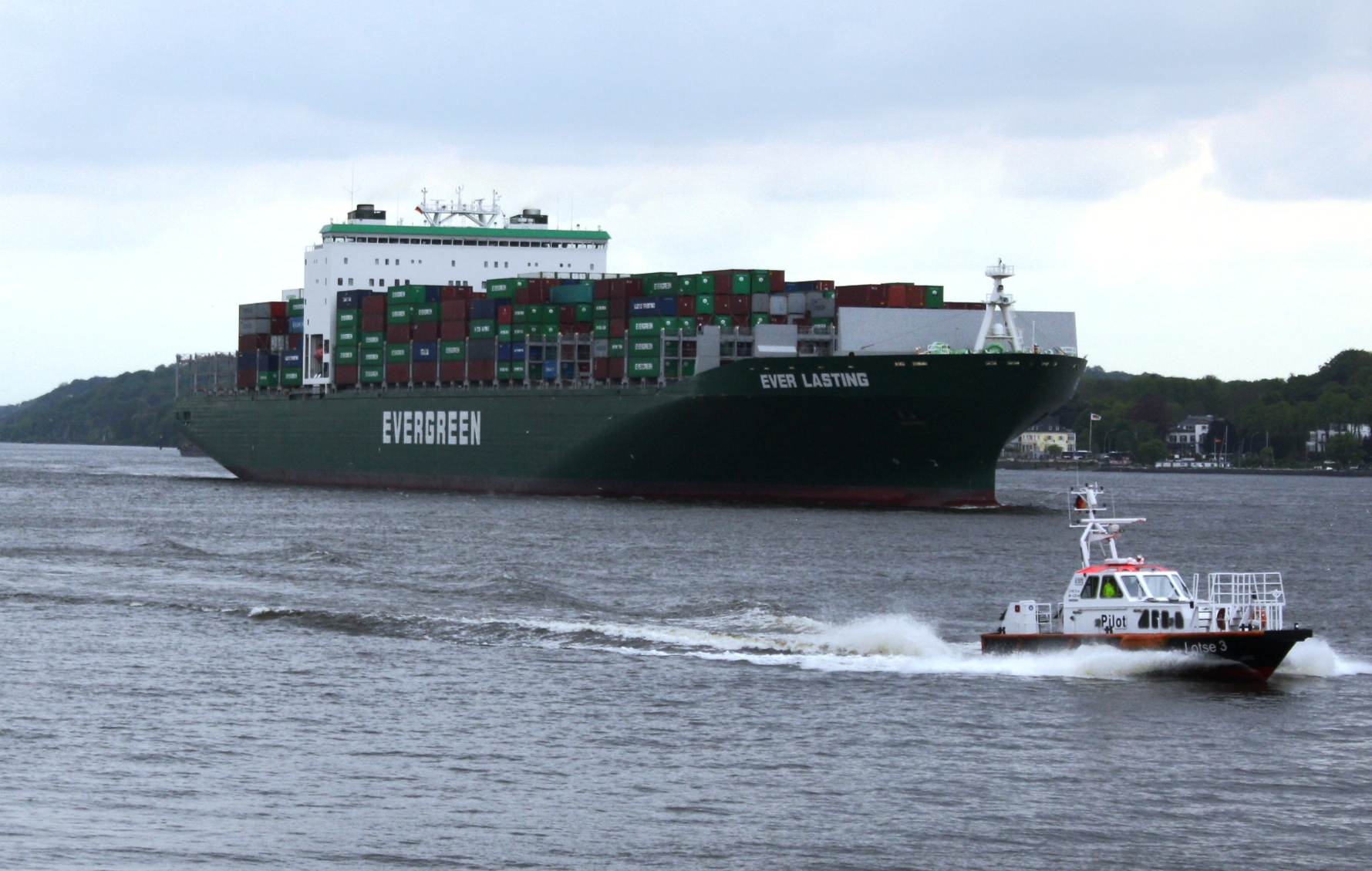
La Ever Lasting nel porto di Amburgo.

Nel tempo, la flotta e la capacità totale della compagnia si è accresciuta sempre più, così come la capacità di carico delle singole portacontainer, che oggi, nel caso delle appartenenti alla classe Golden, supera le 20 000 TEU.

Al marzo 2021 la Evergreen Marine Corp. opera 198 navi portacontainer, di cui 111 di sua proprietà e 87 prese in noleggio a lungo termine, per una capacità complessiva che supera le 1 360 000 TEU.

### Classi di portacontainer
| Classe navale          | Costruzione     | Capacità (TEU) | Navi nella classe | Costruttore                                                                                           | Note                                                     |
| ---------------------- | --------------- | -------------- | ----------------- | --- | -------------------------------------------------------- |
| Classe Ever Spring     | 1975-1976       | 646            | 4                 | |                                                          |
| Classe Ever Valor      | 1977-1979       | 1 214          | 7                 | |                                                          |
| Classe Ever Level      | 1979-1980, 1983 | 1 800          | 6                 | |                                                          |
| Classe Ever G          | 1983            | 2 240          | 3                 | |                                                          |
| Classe Ever G          | 1984-1985       | 2 728          | 17                | |                                                          |
| Classe Ever GL/GX      | 1986-1988       | 3 428          | 11                | Alcune dalla CSBC Corporation                                                                         |                                                          |
| Classe Ever Racer      | 1993-1995       | 4 229          | 10                | |                                                          |
| Classe Ever Dainty     | 1997-1998       | 4 163          | 10                | |                                                          |
| Classe Ever Ultra      | 1996-2001       | 5 364          | 18                | Mitsubishi Heavy Industries, Nagasaki e Kobe                                                          |                                                          |
| Classe Ever A          | 1996-1999       | 1 162          | 14                | |                                                          |
| Classe Ever P          | 1999-2003       | 1 618          | 16                | Evergreen Shipyard, Nagasaki                                                                          |                                                          |
| Classe Hatsu Eagle     | 2001-2002       | 6 336          | 5                 | Mitsubishi Heavy Industries                                                                           |                                                          |
| Classe Hatsu Shine     | 2005-2008       | 7 024          | 10                | Mitsubishi Heavy Industries                                                                           |                                                          |
| Classe LT Cortesia     | 2005-2006       | 8 100          | 8                 | Samsung Heavy Industries                                                                              | Noleggio a lungo termine dalla tedesca CONTI NSB Holding |
| Classe Ever L          | 2012-2015       | 8 452-9 532    | 30                | Samsung Heavy Industries e CSBC Corporation                                                           |                                                          |
| Classe Thalassa Hellas | 2013-2014       | 13 808         | 10                | Hyundai Heavy Industries                                                                              | Noleggio a lungo termine dalla Enesel                    |
| Classe Triton          | 2016            | 14 424         | 5                 | Samsung Heavy Industries                                                                              | Noleggio a lungo termine dalla Costamare                 |
| Classe Tampa Triumph   | 2017            | 13 656         | 5                 | Imabari Shipbuilding                                                                                  |                                                          |
| Classe Ever B          | 2017-2019       | 2 867-2 881    | 20                | CSBC Corporation e Imabari Shipbuilding                                                               |                                                          |
| Classe Ever Golden     | 2018-2019       | 20 124-20 160  | 11                | Imabari Shipbuilding                                                                                  | Noleggio a lungo termine dalla Shoei Kisen Kaisha        |
| Classe Ever F          | 2020- in poi    | 11 850-12 188  | 20                | Samsung Heavy Industries e Imabari Shipbuilding                                                       |                                                          |
| Classe Ever C          | 2020- in poi    | 1 900          | 25                | Hyundai Mipo Dockyard, Imabari Shipbuilding, Tsuneishi Shipbuilding, Jiangsu Yangzijiang Shipbuilding |                                                          |
| Classe Ever O          | 2021- in poi    | 2 634          | 14                | Imabari Shipbuilding, cantiere di Jiangnan                                                            |                                                          |
| Classe Ever A          | 2022- in poi    | 23 764-23 888  | 10                | Samsung Heavy Industries, Hudong-Zhonghua Shipbuilding, cantiere di Jiangnan                          |                                                          |

## Terminal

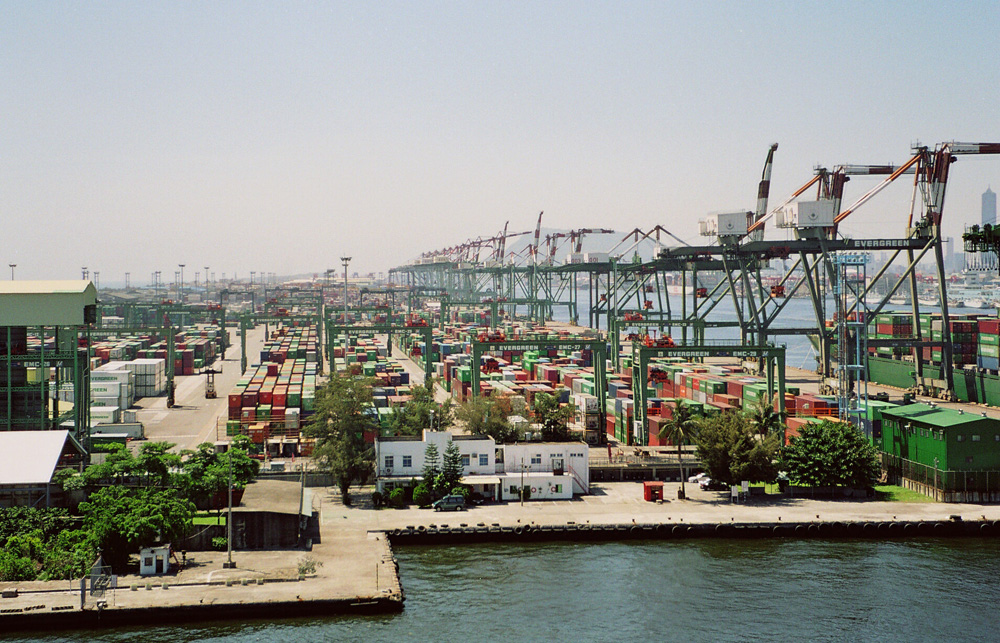
L'Evergreen Kaohsiung Container Terminal a Taiwan.

La Evergreen Marine opera in quattro principali centri di trasbordo, tra cui il Kaohsiung Container Terminal a Taiwan, e su moltissimi terminal container, come il Pierce County Container di Tacoma, nello Stato di Washington.

### Porti di trasbordo
- Taichung Container Terminal, Taiwan – Centro per i trasporti inter-Asia
- Kaohsiung Container Terminal, Taiwan – Centro per i trasporti in estremo oriente
- Colon Container Terminal, Panama – Centro per i trasporti in America
- San Cataldo Container Terminal, Italia – Centro per i trasporti in Europa

## Rete di servizi
La rete mondiale di servizi della Evergreen Marine è gestita attraverso le seguenti agenzie:
- Evergreen Marine Corp. (Taiwan) Ltd.
- Evergreen Korea Corp. (Corea del Sud)
- Evergreen Marine Corp. (Malaysia) Sdn Bhd.
- Evergreen Shipping (Singapore) Pte Ltd.
- Evergreen Shipping Agency (Thailandia) Co. Ltd.
- P.T. Evergreen Shipping Agency (Indonesia)
- Evergreen Vietnam Corp. (Vietnam)
- Evergreen Japan Corp. (Giappone)
- Evergreen Marine (Hong Kong) Ltd.
- Evergreen Philippines Corp. (Filippine)
- Evergreen India Private Ltd. (India)
- Evergreen International S.A. / Unigreen Marine S.A.
- Evergreen Shipping Agency (America) Corp.
- Evergreen Shipping Agency (Russia) Ltd.
- Evergreen Marine Australia Pty Ltd. (Hong Kong)
- Evergreen Shipping Spain (Spagna)
- Evergreen France S.A. (Francia)
- Evergreen Shipping Agency (Paesi Bassi) B.V.
- Evergreen Deutschland GmbH (Germania)
- Evergreen Shipping Agency (Polonia) Sp. Z o.o.
- Evergreen Gesellschaft M.B.H.
- Evergreen Marine (Regno Unito) Ltd.
- Evergreen Agency (Irlanda) Ltd.
- Evergreen Shipping Agency (Italia) S.p.A.
- Green Andes (Cile)
- Global Shipping Agencies (Colombia)
- Baridhi Shipping Lines Ltd (Bangladesh)

## Incidenti
Gli incidenti che hanno coinvolto i natanti di proprietà o comunque armati dalla compagnia sono stati diversi e di diversa entità e alcuni di questi, come quelli descritti di seguito, hanno anche avuto un certo risalto mediatico.

### Incidente dellaEver Laureldel 1992
Il 10 gennaio 1992 ben 29 000 papere di gomma si sono riversate in mare dopo la perdita di tre container da parte della nave Ever Laurel. Finite in balia delle correnti, sono da allora utilizzate come mezzo di monitoraggio delle correnti oceaniche, motivo per cui sono state ribattezzate "Friendly Floatees".

### Incidente dellaEver Liberaldel 2020
Il 31 dicembre 2020 la Ever Liberal, partita pochi giorni prima da Busan, mentre si dirigeva verso Tokyo venne colta da una tempesta al largo di Kyushu e perse in mare 36 container: la nave quindi cambiò rotta e attraccò a Taipei per permettere la valutazione dei danni.

### Incagliamento dellaEver Givennel Canale di Suez del 2021
Il 23 marzo 2021 la Ever Given, che stava attraversando il Canale di Suez in rotta verso Rotterdam dal porto di Yangshan, si è incagliata, intraversandosi di lato e bloccando il canale. L'incidente, avvenuto a causa di forti venti inaspettati,  non ha provocato feriti tra i 25 membri dell'equipaggio ma ha causato il blocco del traffico in entrambe le direzioni, provocando un ingorgo di quasi quattrocento navi e la preoccupazione di molti esperti commerciali per una crisi di approvvigionamento causata dal ritardo non solo delle navi intrappolate ma di qualsiasi nave che avrebbe dovuto attraversare il Canale di Suez.
La nave è stata liberata solo dopo 6 giorni, nella mattina del 29 marzo 2021, grazie a un imponente sforzo di una decina di rimorchiatori e a favorevoli condizioni di marea.